# Bocca di Forlì
La Bocca di Forlì o Bocca di Forli, secondo la grafia utilizzata con continuità storica,  891 m s.l.m., è un valico appenninico che costituisce secondo alcune fonti il limite fra l'Appennino abruzzese e l'Appennino sannita, e di conseguenza tra l'Appennino centrale e l'Appennino meridionale. Alternativamente, il passo che segna il confine tra i due ultimi tratti appenninici citati è la Sella di Vinchiaturo, situata più a sud, o il Passo di Rionero, situato nei pressi della Bocca di Forlì e con essa a volte identificato.
La Bocca di Forlì prende nome dal vicino centro di Forlì del Sannio.

## Descrizione
La Bocca di Forlì si trova sul confine tra Molise e Abruzzo, tra i comuni di Rionero Sannitico (IS) e Castel di Sangro (AQ).
Viene spesso identificata con la Sella di Rionero, o Passo di Rionero, una zona di sella situata poco più a sud, a 1.051 m s.l.m., nella regione Molise, e attraversata dalla SS17. Essendo una zona di sella, rappresenta localmente lo spartiacque tra la valle del fiume Volturno (che sfocia nel Mar Tirreno) e quella del fiume Sangro (con foce nel Mare Adriatico). Il Passo di Rionero prende il nome dal vicino centro di Rionero Sannitico.